# Hyalinobatrachium tatayoi
Hyalinobatrachium tatayoi är en groddjursart som beskrevs av Castroviejo-Fisher, Ayarzagüena och Vilà 2007. Hyalinobatrachium tatayoi ingår i släktet Hyalinobatrachium och familjen glasgrodor. IUCN kategoriserar arten globalt som livskraftig. Inga underarter finns listade i Catalogue of Life.